# Callionymus rivatoni
Callionymus rivatoni är en fiskart som beskrevs av Fricke, 1993. Callionymus rivatoni ingår i släktet Callionymus och familjen sjökocksfiskar. Inga underarter finns listade.